# Yadira Henríquez
Yadira Henríquez (La Vega, 24 de enero de 1958), también conocida como Yadira Henríquez de Sánchez Baret, es una abogada y política dominicana. 

## Trayectoria
Yadira Henríquez Núñez nació el 24 de enero de 1958 en La Vega, República Dominicana, hija de Ramona Núñez y del político Eladio Henríquez, uno de los fundadores del Partido Revolucionario Dominicano (PRD). Henríquez hija, se licenció en Derecho por la Universidad Autónoma de Santo Domingo (UASD), con la especialización en derecho penal, derecho territorial y derecho internacional. En 1977, comenzó a organizar y dirigir campañas para el PRD y se dío a conocer por primera vez como concejala del Ayuntamiento del Distrito Federal. En 1994 se convirtió en miembro de la Cámara de Diputados en 1994. que formó parte de la Cámara de Diputados para el Partido Revolucionario Dominicano (PRD) de la República Dominicana. Estuvo en el cargo hasta 1998 y fue reelegida para un segundo mandato de 1998 a 2000.
Durante su mandato en la Cámara, ella, junto con otros, impulsó leyes para abordar la violencia doméstica y una ley de reforma electoral que exige que un mínimo del 25% de los cargos políticos municipales fuesen ocupados por mujeres. En el año 2000 fue nombrada Ministra, desempeñándose como Secretaria de Estado de la Mujer de República Dominicana y en 2002, fue elegida presidenta de la Comisión Interamericana de Mujeres, fungiendo en ese organismo del 2003 al 2005. Durante el mismo período, también trabajó como secretaria general de la Federación Dominicana de Mujeres Socialdemócratas (FEDOMUSDE), asumiendo la presidencia de esa organización de 2005 a 2009.
Está casada con el abogado Vicente Sánchez Baret,quien anteriormente fuera Senador por la Provincia Sánchez Ramírez, República Dominicana.